# Victoriano López Gonzalo
Victoriano López Gonzalo (Terzaga, Guadalajara, 23 o 25 de marzo de 1735 - 21 de noviembre de 1805) fue un obispo español. De 1773 a 1786 estuvo al frente la Diócesis de Tlaxcala (o Puebla de los Ángeles). Posteriormente fue nombrado Obispo de Tortosa y de Cartagena en España.
| Predecesor: Francisco Fabián y Fuero | XXI Obispo de Tlaxcala (Puebla de los Ángeles) 1773 - 1786 | Sucesor: Santiago José Echaverría Nieto de Osorio y Elguera |
| Predecesor: Pedro Cortez y Larraz    | Obispo de Tortosa 1786 - 1789                              | Sucesor: Antonio José Salinas y Moreno                      |